# United Nations Yemen Observation Mission
United Nations Yemen Observation Mission (UNYOM) war eine Mission der Vereinten Nationen im Jemen basierend auf der  Resolution 179 des UN-Sicherheitsrates.
Als 1962 in Jemen ein Bürgerkrieg ausbrach, entsandten die Vereinten Nationen die UNYOM, um eine Ausweitung des Konfliktes auf eine internationale Ebene zu verhindern. Trotzdem stiegen 1963 Ägypten und Saudi-Arabien in den Krieg ein, und die UNYOM hatte nun die Aufgabe, diese Staaten zu überwachen und sicherzustellen, dass keine Übermacht entstand, was zu einem großen Konflikt in diesem Teil des Nahen Ostens hätte führen können.
Als der Bürgerkrieg 1964 beendet wurde, blieb die UNYOM im Land und überwachte die Situation und den Abzug von Ägypten und Saudi-Arabien.